# 国鉄タキ30100形貨車
国鉄タキ30100形貨車（こくてつタキ30100がたかしゃ）は、かつて日本国有鉄道（国鉄）及び1987年（昭和62年）4月の国鉄分割民営化後は、日本貨物鉄道（JR貨物）に在籍した私有貨車（タンク車）である。

## 概要
本形式は、重クロム酸ソーダ液専用の35t積タンク車として1976年（昭和51年）10月18日に日本車輌製造にて4両（コタキ30100 - コタキ30103）、同年11月1日に川崎重工業にて1両（コタキ30104）の合計2ロット5両が2社で製作された。
重クロム酸ソーダ液を専用種別とする形式には、他には例がなく本形式が唯一の存在であった。
記号番号表記は特殊標記符号「コ」（全長 12 m 以下）を前置し「コタキ」と標記する。
1979年（昭和54年）10月より化成品分類番号「96」（有害性物質、毒性のあるもの）が標記された。
所有者は日本化学工業の1社のみであり、その常備駅は総武本線越中島支線の越中島駅であったが、その後福島県の郡山駅に移動になった。全車生涯所有者が変わることなく運用された。
荷役方式は、積込は液出入管から行い、荷卸しは液出入管と空気加圧による上出し方式である。
塗色は、黒色であり、全長は10,600mm、全幅は2,500mm、全高は3,582mm、軸距は6,500mm、自重は15.8t、実容積は21.0m3、換算両数は積車5.0、空車1.6、台車はベッテンドルフ式のTR225であった。
1987年（昭和62年）4月の国鉄分割民営化時には全車（5両）がJR貨物に継承されたが、1995年（平成7年）1月に全車一斉に廃車となり、同時に形式消滅となった。

### 年度別製造数
各年度による製造会社と両数、所有者は次のとおりである。
- 昭和51年度 - 5両
  - 日本車輌製造 4両 日本化学工業（コタキ30100 - コタキ30103）
  - 川崎重工業 1両 日本化学工業（コタキ30104）